# Leutkirch im Allgäu
Leutkirch im Allgäu, eller bara Leutkirch, är en stad i Landkreis Ravensburg i det tyska förbundslandet Baden-Württemberg som har cirka 23 600 invånare. Namnet ”Leutkirch” kommer från ”Leutekirche” (svenska: folkkyrka), en kyrka i staden som heter Sankt Martin nu.
Leutkirch är på plats 3 av de soligaste städerna i Tyskland. Staden är känd för Center Parcs, en liten by med semesterbostäder.

## Geografi
Leutkirch ligger i södra Tyskland. Gränsen till Österrike ligger ungefär 40 km bort, så även Bodensjön. Den närmaste storstaden är München som ligger cirka 120 km bort.
Staden har nio kommundelar: Diepoldshofen, Friesenhofen, Gebrazhofen, Herlazhofen, Hofs, Kernstadt Leutkirch im Allgäu, Reichenhofen, Winterstetten och Wuchzenhofen. Kernstadt (centrum) är största delen med 12 501 invånare.
Kommunen ingår i kommunalförbundet Leutkirch im Allgäu tillsammans med kommunerna Aichstetten och Aitrach.

## Immigration
I Leutkirch bor 1 438 människor som inte har tyskt medborgarskap. 1 307 av dem kommer från Europa, 93 från Asien, 15 från Afrika och 23 från Nordamerika och Sydamerika. De största grupperna av invandrare är från Turkiet (440 människor), Italien (175), Kosovo (98), Österrike (86) och Bosnien & Hercegovina (65). I Leutkirch finns ingen svensk person.

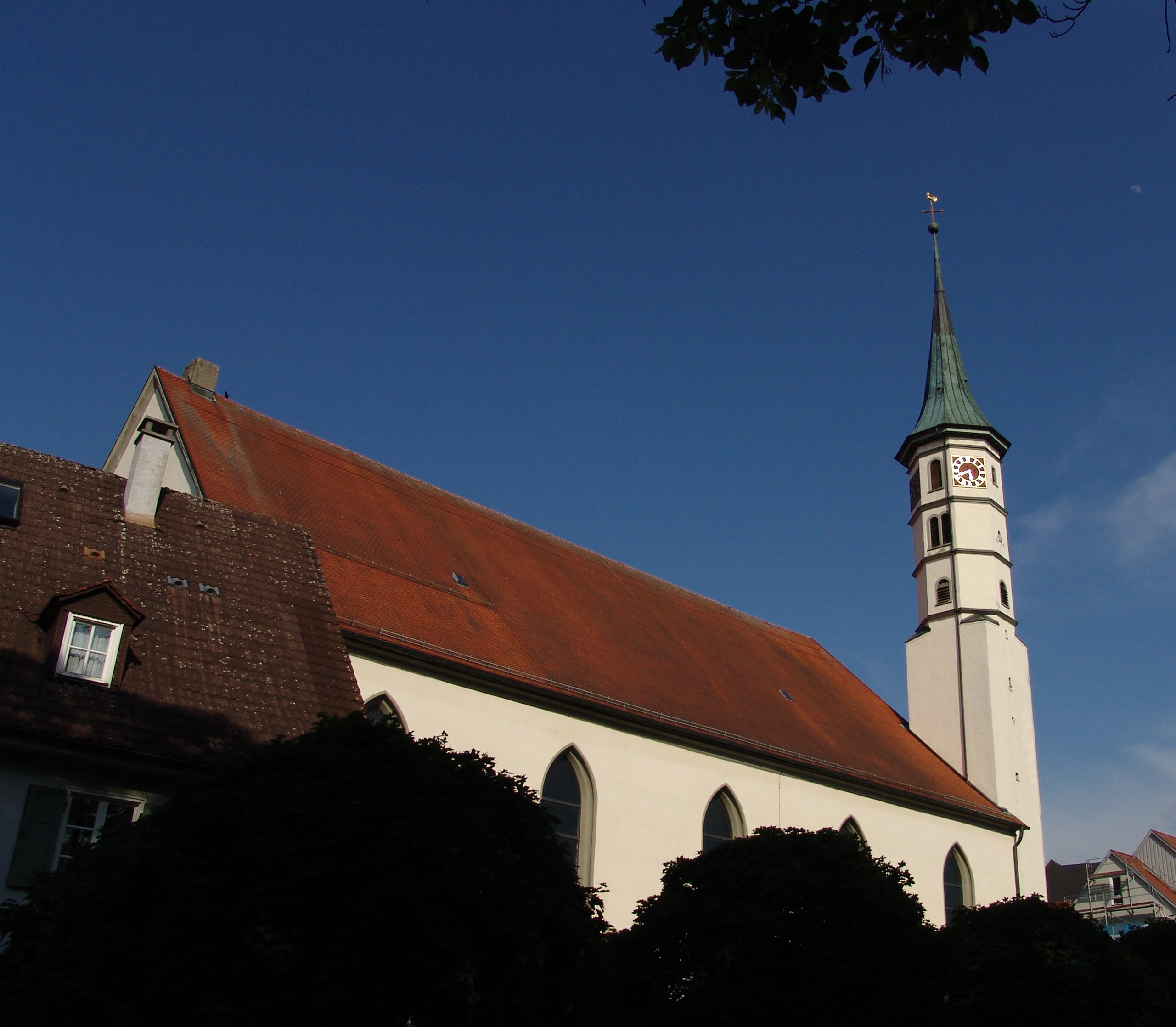
Evangeliska kyrkan "Dreifaltigkeitskirche"

## Religion

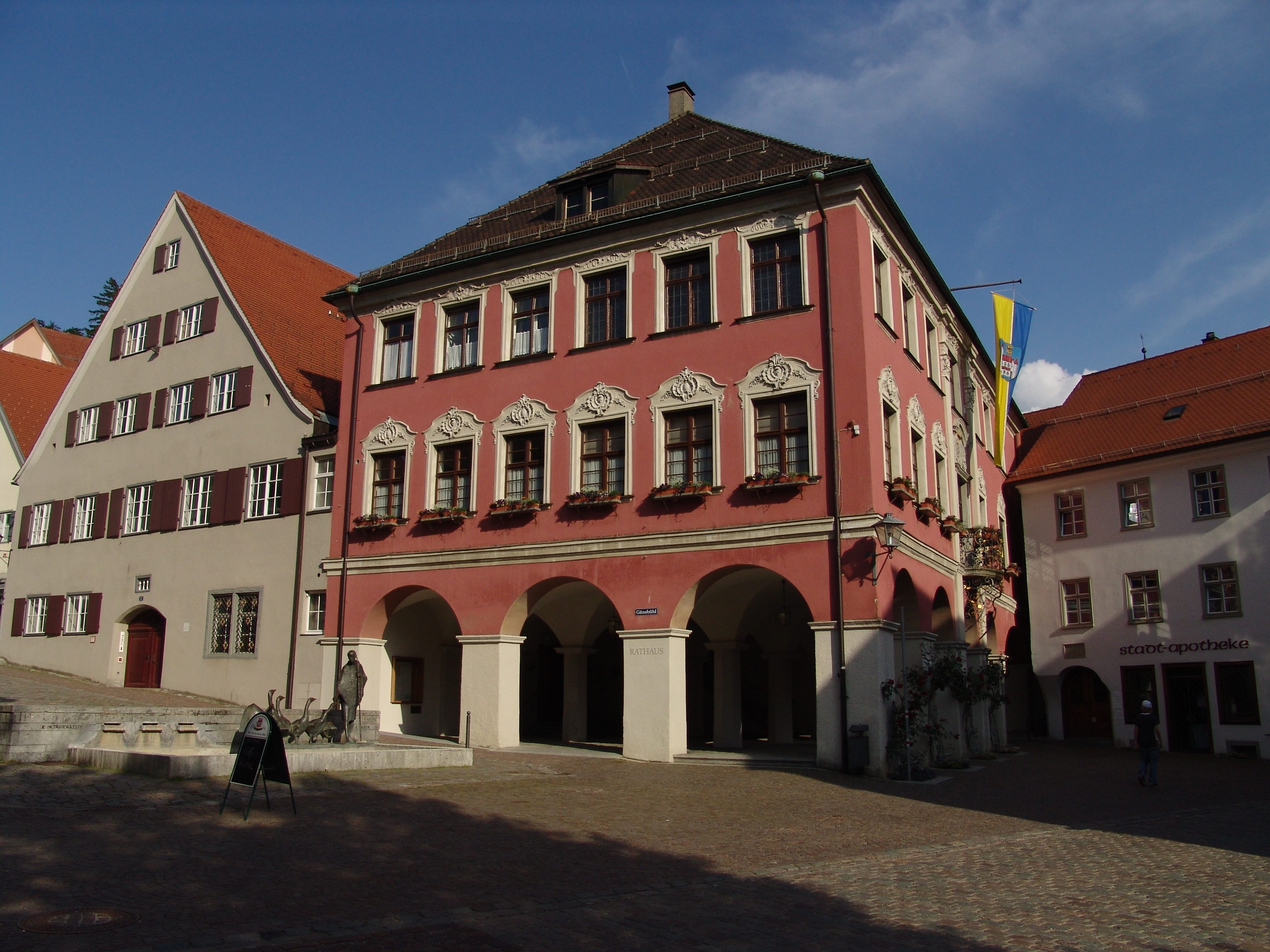
Rådhuset

Enligt folkräkningen 2011 var 70 % av Leutkirchs befolkning katoliker, 12 % protestanter och resten tillhörde en annan eller ingen religion. I Leutkirch finns en katolsk kyrka, en evangelisk kyrka, en moské och några andra byggnader för religiösa gemenskaper, till exempel  frikyrkliga grupper och Jehovas vittnen.

## Politik
Sedan 2008 har Hans-Jörg Henle varit borgmästare i Leutkirch. Han tillhör inget parti.
Vid Landtags-valet (inom förbundslandet Baden-Württemberg) år 2021 var det konservativa och kristdemokratiska partiet CDU det mest framgångsrika i Leutkirch med 36,8 % av rösterna. Sedan följde det gröna partiet Die Grünen med 28,5 % och det högerpopulistiska och nationalistiska partiet AfD med 9,4 %.
Leutkirch har fyra städer som partnerstäder: tre i Frankrike som heter Lamalou-les-Bains, Hérépian och Bédarieux, och en i Italien vid namn Castiglione delle Stiviere.

## Kultur och sevärdheter

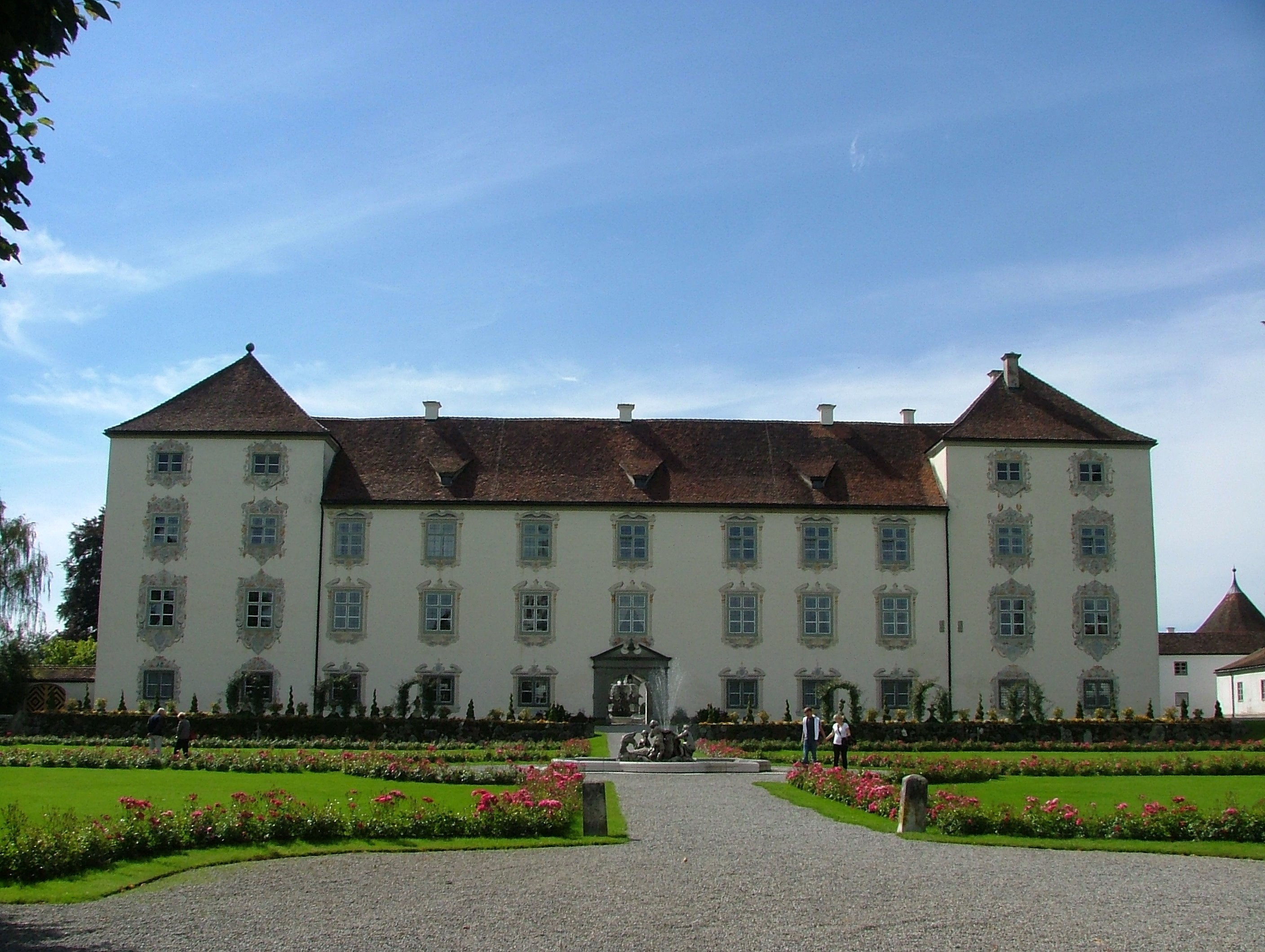
Slottet Zeil

### Center Parcs
Center Parcs Europe har byggt en semesterpark i Leutkirch. Den 27 september 2009 röstade en majoritet av invånarna i Leutkirch för projektet i en folkomröstning. I slutet av 2015 meddelades att finansieringen av projektet, som kostade drygt 250 miljoner euro, var säkrad; i slutet av 2018 skulle cirka 1 000 semesterbostäder och ett stort täckt centrum med butiker, restauranger, nöjesanläggningar och ett stort bad- och wellnessområde byggas. I slutändan anpassades konceptet något och utvidgades. Byggkostnaderna har därmed stigit till cirka 350 miljoner euro. Semesterparken Leutkirch/Center Parcs "Park Allgäu" öppnade för semesterfirare i slutet av oktober 2018. 

### Museer
Det lokalhistoriska museet Museum im Bock visar utställningar från stadens historia och hantverk. 

### Slottet Zeil
Schloss Zeil (Slottet Zeil) ligger fem kilometer norr om kärnstaden nära byn Unterzeil. Renässansbyggnaden kan bara besökas från utsidan. Församlingskyrkan S:t Maria, som hör till slottsanläggningen, är fritt tillgänglig.
År 1598 lät Truchsess Froben von Waldburg-Zeil riva det medeltida slottet Zeil och började bygga det nuvarande renässansslottet år 1599. Byggandet pågick fram till hans död 1614. Som anhängare av motreformationen lät Truchsess Froben först bygga kyrkan och klostret (Hauskloster) och först därefter slottet. Han beordrade också dagliga högmässor, högtidliga lovsånger och mässor för de döda som vilade i kryptan.